# Galatasaray Istanbul/Saison 1946/47
Die Saison 1946/47 von Galatasaray Istanbul war die 41. Saison in der Vereinsgeschichte und die 33. Saison in der İstanbul Futbol Ligi. Der Klub beendete die Saison auf dem 4. Platz. In der 8. Saison der Millî Küme wurden die Gelb-Roten Dritter.

## Personalien

### Kader
| Nat.       | Name                   |
| Torhüter   | Torhüter               |
| ---------- | ---------------------- |
| Turkei     | Erdoğan Atlıoğlu       |
| Turkei     | Necdet Erdem           |
| Turkei     | Osman İncili           |
| Turkei     | Turgay Şeren           |
| Abwehr     |                        |
| Turkei     | Faruk Barlas           |
| Turkei     | Bülent Eken            |
| Turkei     | Necmi Erdoğdu          |
| Turkei     | Fazıl Göknar           |
| Turkei     | İlhan Selçuk İstinyeli |
| Turkei     | İsmet Kalaoğlu         |
| Turkei     | Koçiş Kandidis         |
| Turkei     | Salim Şatıroğlu        |
| Mittelfeld |                        |
| Turkei     | Hilmi Ecer             |
| Turkei     | Zeki Egeli             |
| Turkei     | Celal Kibarer          |
| Turkei     | Doğan Koloğlu          |
| Turkei     | Arif Sevinç            |
| Turkei     | Namık Sınmaz           |
| Turkei     | Emel Yerkıvanç         |
| Angriff    |                        |
| Turkei     | İsfendiyar Açıksöz     |
| Turkei     | Bülent                 |
| Turkei     | Reha Eken              |
| Turkei     | Halis Etçi             |
| Turkei     | Mehmet Ali Gültekin    |
| Turkei     | Gündüz Kılıç           |
| Turkei     | Muzaffer Tokaç         |
| Turkei     | Korhan Tugay           |

## Saison
Alle Ergebnisse aus Sicht von Galatasaray Istanbul.
Die Tabelle listet alle İstanbul-Futbol-Ligi des Vereins der Saison 1946/47 auf. Siege sind grün, Unentschieden gelb und Niederlagen rot markiert.

### İstanbul Futbol Ligi
| ST | Datum              | Gegner              | Ort                         | Ergebnis  | Tor(e) für Galatasaray Istanbul                                           | Karte(n) für Galatasaray Istanbul |
| -- | ------------------ | ------------------- | --------------------------- | --------- | ------------------------------------------------------------------------- | --------------------------------- |
| 01 | 29. September 1946 | Kasımpaşa Istanbul  | Galatasaray Stadı, Istanbul | 2:0 (2:0) | 1:0 Açıksöz (5.), 2:0 R. Eken (10.)                                       | keine                             |
| 02 | 6. Oktober 1946    | Süleymaniye         | Galatasaray Stadı, Istanbul | 0:0       | keine                                                                     | keine                             |
| 03 | 13. Oktober 1946   | Beykozspor          | Galatasaray Stadı, Istanbul | 1:0 (0:0) | 1:0 R. Eken (53.)                                                         | keine                             |
| 04 | 20. Oktober 1946   | Fenerbahçe Istanbul | Fenerbahçe Stadı, Istanbul  | 2:2 (2:2) | 1:1 R. Eken (6.), 2:2 Etçi (29.)                                          | B. Eken (27.)                     |
| 05 | 3. November 1946   | Beyoğluspor         | Galatasaray Stadı, Istanbul | 2:0 (1:0) | 1:0 R. Eken (22.), 2:0 R. Eken (70.)                                      | keine                             |
| 06 | 17. November 1946  | Beşiktaş Istanbul   | Şeref Stadyumu, Istanbul    | 1:1 (0:0) | 1:0 R. Eken (54.)                                                         | keine                             |
| 07 | 24. November 1946  | Vefa Istanbul       | Galatasaray Stadı, Istanbul | 2:2 (0:0) | 1:1 Egeli (54.), 2:2 B. Eken (83.)                                        | keine                             |
| 08 | 15. Dezember 1946  | Kasımpaşa Istanbul  | Galatasaray Stadı, Istanbul | 2:2 (1:1) | 1:1 R. Eken (36.), 2:2 R. Eken (84.)                                      | keine                             |
| 09 | 29. Dezember 1946  | Süleymaniye         | Galatasaray Stadı, Istanbul | 3:3 (2:0) | 1:0 Kandidis (37.), 2:0 Erdoğdu (44.), 3:3 Sevinç (72.)                   | keine                             |
| 10 | 9. Februar 1947    | Beşiktaş Istanbul   | Şeref Stadyumu, Istanbul    | 0:4 (0:3) | keine                                                                     | keine                             |
| 11 | 2. März 1947       | Fenerbahçe Istanbul | Fenerbahçe Stadı, Istanbul  | 1:0 (1:0) | 1:0 Tugay (21.)                                                           | keine                             |
| 12 | 9. März 1947       | Beyoğluspor         | Galatasaray Stadı, Istanbul | 4:0 (0:0) | 1:0 R. Eken (60.), 2:0 Kandidis (71.), 3:0 Gültekin (78.), 4:0 Etçi (87.) | keine                             |
| 13 | 16. März 1947      | Vefa Istanbul       | Vefa Stadı, Istanbul        | 2:4 (1:2) | 1:0 Kandidis (1.), 2:2 Turgay (52.)                                       | keine                             |
| 14 | 19. März 1947 1    | Beykozspor          | Şeref Stadyumu, Istanbul    | 1:4 (1:2) | 1:0 Açıksöz (4.)                                                          | keine                             |

### Millî Küme
| ST | Datum          | Gegner                | Ort                        | Ergebnis  | Tor(e) für Galatasaray Istanbul                                                                                                | Karte(n) für Galatasaray Istanbul |
| -- | -------------- | --------------------- | -------------------------- | --------- | --- | --------------------------------- |
| 01 | 23. März 1947  | Fenerbahçe Istanbul   | Şeref Stadyumu, Istanbul   | 1:2 (0:1) | 1:1 Etçi (65.) | keine                             |
| 02 | 29. März 1947  | Altınordu Izmir       | Alsancak Stadı, Izmir      | 7:3 (4:2) | 1:1 Erdoğdu (10.), 2:1 Kandidis (15.), 3:2 Açıksöz (27.), 4:2 Etçi (37.), 5:2 Açıksöz (59.), 6:3 Etçi (75.), 7:3 R. Eken (86.) | keine                             |
| 03 | 30. März 1947  | Altay Izmir           | Alsancak Stadı, Izmir      | 2:1 (2:1) | 1:1 Kandidis (20.), 2:1 Kandidis (36.)                                                                                         | keine                             |
| 04 | 6. April 1947  | Beşiktaş Istanbul     | Şeref Stadyumu, Istanbul   | 1:1 (1:0) | 1:0 Kandidis (34.) | keine                             |
| 05 | 12. April 1947 | Ankara Demirspor      | Şeref Stadyumu, Istanbul   | 2:1 (1:1) | 1:1 R. Eken (36.), 2:1 R. Eken (71.)                                                                                           | keine                             |
| 06 | 13. April 1947 | Gençlerbirliği Ankara | Şeref Stadyumu, Istanbul   | 3:1 (2:0) | 1:0 R. Eken (6.), 2:0 Kandidis (21.), 3:1 Gültekin (70.)                                                                       | keine                             |
| 07 | 19. April 1947 | Vefa Istanbul         | Şeref Stadyumu, Istanbul   | 2:2 (2:1) | 1:0 R. Eken (16.), 2:0 R. Eken (25.)                                                                                           | keine                             |
| 08 | 26. April 1947 | Altay Izmir           | Şeref Stadyumu, Istanbul   | 6:0 (2:0) | 1:0 Tokaç (2.), 2:0 Gültekin (26.), 3:0 Etçi (62.), 4:0 R. Eken (67.), 5:0 Gültekin (75.), 6:0 R. Eken (87.)                   | keine                             |
| 09 | 21. April 1947 | Altınordu Izmir       | Fenerbahçe Stadı, Istanbul | 2:0 (1:0) | 1:0 Kandidis (5.), 2:0 Gültekin (13.)                                                                                          | keine                             |
| 10 | 4. Mai 1947    | Fenerbahçe Istanbul   | Fenerbahçe Stadı, Istanbul | 1:2 (0:1) | 1:0 B. Eken (72.) | keine                             |
| 11 | 10. Mai 1947   | Gençlerbirliği Ankara | Ankara 19 Mayıs Stadyumu   | 0:0       | keine | keine                             |
| 12 | 11. Mai 1947   | Ankara Demirspor      | Ankara 19 Mayıs Stadyumu   | 3:3 (1:2) | 1:1 Açıksöz (12.), 2:2 R. Eken (48.), 3:2 R. Eken (60.)                                                                        | keine                             |
| 13 | 17. Mai 1947   | Vefa Istanbul         | Şeref Stadyumu, Istanbul   | 1:1 (1:0) | 1:0 Kandidis (13.) | R. Eken (38.)                     |
| 14 | 25. Mai 1947   | Beşiktaş Istanbul     | Fenerbahçe Stadı, Istanbul | 1:3 (0:1) | 1:1 R. Etçi (48.) | keine                             |

### İstanbul Kupası
| R  | Datum              | Gegner              | Ort                         | Ergebnis    | Tor(e) für Galatasaray Istanbul                        |
| -- | ------------------ | ------------------- | --------------------------- | ----------- | ------------------------------------------------------ |
| 3R | 15. September 1946 | Hasköy SK           | Galatasaray Stadı, Istanbul | 6:0 2 (0:0) | n. V.                                                  |
| VF | 27. Oktober 1946   | Beykozspor          | Şeref Stadyumu, Istanbul    | 3:1 (0:1)   | 1:1 Göknar (55.), 2:1 Sevinç (80.), 3:1 Gültekin (85.) |
| HF | 22. Dezember 1946  | Fenerbahçe Istanbul | Şeref Stadyumu, Istanbul    | 1:3 (1:1)   | 1:1 Kandidis (33.)                                     |

### Fenerbahçe Galatasaray Bayramı
| Datum        | Gegner              | Ort   | Ergebnis | Tor(e) für Galatasaray Istanbul |
| ------------ | ------------------- | ----- | -------- | ------------------------------- |
| 8. Juni 1947 | Fenerbahçe Istanbul | n. V. | 1:0      | n. V.                           |

## Spielerstatistiken
| Spieler                | İstanbul Futbol Ligi | İstanbul Futbol Ligi | İstanbul Futbol Ligi | İstanbul Futbol Ligi | Millî Küme | Millî Küme | Millî Küme  | Millî Küme | İstanbul Kupası | İstanbul Kupası | İstanbul Kupası | İstanbul Kupası | Total    | Total | Total       | Total      |
| Spieler                | Einsätze             | Tore                 | Gelbe Karte          | Rote Karte           | Einsätze   | Tore       | Gelbe Karte | Rote Karte | Einsätze        | Tore            | Gelbe Karte     | Rote Karte      | Einsätze | Tore  | Gelbe Karte | Rote Karte |
| ---------------------- | -------------------- | -------------------- | -------------------- | -------------------- | ---------- | ---------- | ----------- | ---------- | --------------- | --------------- | --------------- | --------------- | -------- | ----- | ----------- | ---------- |
| İsfendiyar Açıksöz     | 4                    | 2                    | 0                    | 0                    | 10         | 3          | 0           | 0          | 0               | 0               | 0               | 0               | 14       | 5     | 0           | 0          |
| Erdoğan Atlıoğlu       | 3                    | 0                    | 0                    | 0                    | 6          | 0          | 0           | 0          | 0               | 0               | 0               | 0               | 9        | 0     | 0           | 0          |
| Faruk Barlas           | 2                    | 0                    | 0                    | 0                    | 0          | 0          | 0           | 0          | 0               | 0               | 0               | 0               | 2        | 0     | 0           | 0          |
| Bülent                 | 2                    | 0                    | 0                    | 0                    | 6          | 0          | 0           | 0          | 0               | 0               | 0               | 0               | 8        | 0     | 0           | 0          |
| Hilmi Ecer             | 0                    | 0                    | 0                    | 0                    | 2          | 0          | 0           | 0          | 0               | 0               | 0               | 0               | 2        | 0     | 0           | 0          |
| Zeki Egeli             | 6                    | 1                    | 0                    | 0                    | 0          | 0          | 0           | 0          | 2               | 0               | 0               | 0               | 8        | 1     | 0           | 0          |
| Bülent Eken            | 13                   | 1                    | 0                    | 1                    | 12         | 1          | 0           | 0          | 1               | 0               | 0               | 0               | 26       | 2     | 0           | 1          |
| Reha Eken              | 12                   | 9                    | 0                    | 1                    | 12         | 10         | 0           | 1          | 2               | 0               | 0               | 0               | 26       | 19    | 0           | 2          |
| Necdet Erdem           | 0                    | 0                    | 0                    | 0                    | 5          | 0          | 0           | 0          | 0               | 0               | 0               | 0               | 5        | 0     | 0           | 0          |
| Necmi Erdoğdu          | 5                    | 1                    | 0                    | 0                    | 9          | 1          | 0           | 0          | 0               | 0               | 0               | 0               | 14       | 2     | 0           | 0          |
| Halis Etçi             | 10                   | 2                    | 0                    | 0                    | 14         | 5          | 0           | 0          | 2               | 0               | 0               | 0               | 26       | 7     | 0           | 0          |
| Fazıl Göknar           | 12                   | 0                    | 0                    | 0                    | 14         | 0          | 0           | 0          | 2               | 1               | 0               | 0               | 28       | 1     | 0           | 0          |
| Mehmet Ali Gültekin    | 11                   | 1                    | 0                    | 0                    | 14         | 4          | 0           | 0          | 2               | 1               | 0               | 0               | 27       | 6     | 0           | 0          |
| Osman İncili           | 11                   | 0                    | 0                    | 0                    | 3          | 0          | 0           | 0          | 2               | 0               | 0               | 0               | 16       | 0     | 0           | 0          |
| İlhan Selçuk İstinyeli | 7                    | 0                    | 0                    | 0                    | 14         | 0          | 0           | 0          | 2               | 0               | 0               | 0               | 23       | 0     | 0           | 0          |
| İsmet Kalaoğlu         | 4                    | 0                    | 0                    | 0                    | 0          | 0          | 0           | 0          | 0               | 0               | 0               | 0               | 4        | 0     | 0           | 0          |
| Koçiş Kandidis         | 10                   | 3                    | 0                    | 0                    | 14         | 7          | 0           | 0          | 1               | 1               | 0               | 0               | 25       | 11    | 0           | 0          |
| Celal Kibarer          | 5                    | 0                    | 0                    | 0                    | 0          | 0          | 0           | 0          | 1               | 0               | 0               | 0               | 6        | 0     | 0           | 0          |
| Doğan Koloğlu          | 5                    | 0                    | 0                    | 0                    | 5          | 0          | 0           | 0          | 0               | 0               | 0               | 0               | 10       | 0     | 0           | 0          |
| Salim Şatıroğlu        | 5                    | 0                    | 0                    | 0                    | 1          | 0          | 0           | 0          | 0               | 0               | 0               | 0               | 6        | 0     | 0           | 0          |
| Turgay Şeren           | 0                    | 0                    | 0                    | 0                    | 0          | 0          | 0           | 0          | 0               | 0               | 0               | 0               | 0        | 0     | 0           | 0          |
| Arif Sevinç            | 10                   | 1                    | 0                    | 0                    | 0          | 0          | 0           | 0          | 1               | 1               | 0               | 0               | 11       | 2     | 0           | 0          |
| Namık Sınmaz           | 6                    | 0                    | 0                    | 0                    | 0          | 0          | 0           | 0          | 2               | 0               | 0               | 0               | 8        | 0     | 0           | 0          |
| Muzaffer Tokaç         | 5                    | 0                    | 0                    | 0                    | 11         | 1          | 0           | 0          | 1               | 0               | 0               | 0               | 17       | 1     | 0           | 0          |
| Korhan Tugay           | 5                    | 2                    | 0                    | 0                    | 2          | 0          | 0           | 0          | 1               | 0               | 0               | 0               | 8        | 2     | 0           | 0          |
| Emel Yerkıvanç         | 1                    | 0                    | 0                    | 0                    | 0          | 0          | 0           | 0          | 0               | 0               | 0               | 0               | 1        | 0     | 0           | 0          |